# Hezychazm
Hezychazm (‘ησυχασμóς, hesychasmos; od greckiego ‘ησυχία, hēsychía – wyciszenie: w teologii rozumiane jako „nieprzerwana cześć i służba Bogu ”) – bizantyński nurt mistyczny, który osiągnął szczytowy rozwój i popularność w wieku XIV. Hezychaści twierdzili, że można odnaleźć zjednoczenie z Bogiem jedynie poprzez Chrystusa, praktykując cnoty i modlitwę. Głosili możliwość ujrzenia Światłości Bożej dzięki intensywnej modlitwie, kontemplacji i specyficznym praktykom ascetycznym, polegającym na wstrzymywaniu oddechu w trakcie modlitewnego wyciszenia. Ruch wzbudził poważne kontrowersje w Kościele greckim, gdzie tradycja zażartych sporów teologicznych (por. spory chrystologiczne, ikonoklazm) była długa. Ostatecznie jednak na kilku kolejnych synodach konstantynopolitańskich w połowie XIV wieku hezychazm odniósł trwałe zwycięstwo nad swymi przeciwnikami.

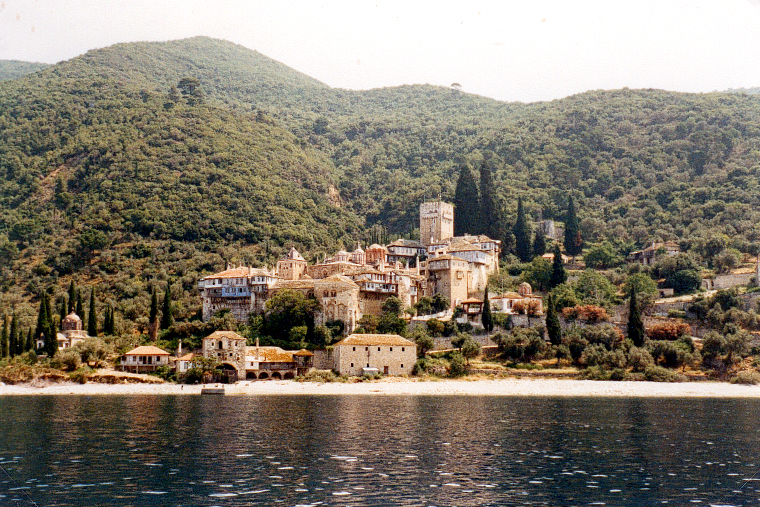
Monaster Dochiariu na półwyspie Athos.

Charakterystyczna dla hezychazmu metoda modlitewnego skupienia jest potwierdzona dopiero w dokumentach z końca XIII wieku, choć wypływa z dawniejszej tradycji monastycznej Wschodu. Autorstwo traktatu poświęconego tej metodzie przypisuje się Symeonowi Nowemu Teologowi (949–1022) lub Grzegorzowi Synaicie (1255–1346). Entuzjastami nurtu hezychastycznego byli m.in. Atanazy I, patriarcha Konstantynopola (1289–1293, 1303–1309); Theoleptos z Filadelfii (1250–1321/1326), metropolita Filadelfii w Azji Mniejszej; cesarz Jan VI Kantakuzen (1341–1354) oraz świecki teolog Mikołaj Kabazylas. Doktrynę rozwinął jednak w sposób najpełniejszy dopiero Grzegorz Palamas (1296–1359), mnich z góry Athos, od którego nazwiska hezychazm zwano często palamizmem. Jako drogę do stanu mistycznego, w którym oczom człowieka objawia się Światłość Boża (taka, jaką na górze Tabor ujrzeli apostołowie) hezychaści zalecali powtarzanie w duchu krótkiej modlitwy: „Panie Jezu Chryste, Synu Boży, zmiłuj się nade mną”, przyjęcie pozycji siedzącej z głową skłonioną ku brzuchowi i wstrzymywanie tchu.
Przeciwnicy Palamasa krytykowali psychosomatyczny aspekt metody hezychastycznej, oparty na rytuale modlitewno-ascetycznym. Naukę o „wyciszeniu” uznawali za niebezpieczny przesąd wiodący ku herezji. Przewodził im początkowo uczony mnich Barlaam z Kalabrii, a jego stanowisko podzielali m.in. teolog Grzegorz Akyndyn oraz teolog i kronikarz Nicefor Gregoras. Złośliwi krytycy określali hezychastów jako omphaloskopoi („wpatrzonych w pępek”), nawiązując do popularnej wśród mnichów techniki koncentracji.

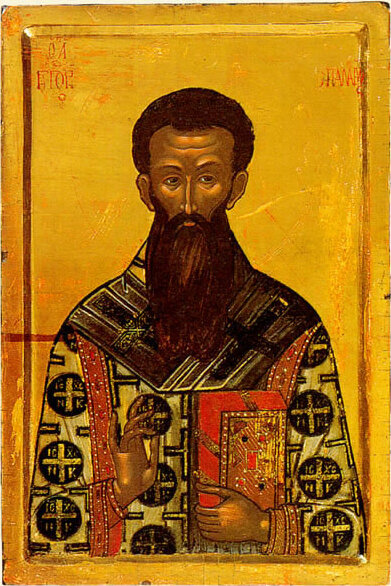
Grzegorz Palamas

Pierwsze rozstrzygnięcie teologicznej kontrowersji wokół hezychazmu na korzyść Palamasa zapadło na synodzie w Konstantynopolu 10 czerwca 1341 r. Na mocy ogłoszonego w Hagii Sophii wyroku Barlaam został potępiony, a z nim jego stanowisko. Wyjechał do Italii i przeszedł tam na wyznanie rzymskie. Spór toczył się jednak dalej, podsycany przez Akindynosa, i nabrał wymiaru politycznego w okresie drugiej wojny domowej w Bizancjum Paleologów (1341–1347). Megadomestyk Jan Kantakuzen, któremu zmarły niespodziewanie 15 czerwca 1341 r. Andronik III powierzył opiekę nad małoletnim synem, Janem V, przyjął hezychastów pod swoje skrzydła. W sierpniu 1341 r. zwołał kolejny synod konstantynopolitański, który potwierdził, że palamizm jest doktryną całkowicie zgodną z ortodoksją. Tymczasem patriarcha Jan XIV Kalekas (1334–1347), rywal Kantakuzena w walce o regencję, zajął stanowisko sprzeczne z wyrokiem synodu, skoro ten obradował pod przewodnictwem jego przeciwnika. Palamasa, przebywającego w kontrolowanej przez wrogów Kantakuzena stolicy, Kalekas wtrącił w 1343 r. do więzienia. W listopadzie 1344 r. nowy synod zebrany wokół patriarchy i cesarzowej Anny Sabaudzkiej ekskomunikował przywódcę hezychastów. Wojna między Kantakuzenem a regentami z Konstantynopola zaostrzyła podziały na tle sporu teologicznego. Większość hezychastów opowiedziała się po stronie Jana, natomiast ich wrogowie z Akyndynem na czele udzielili swego poparcia cesarzowej i patriarsze. Korelacja między sympatiami politycznymi i religijnymi nie była zupełna, o czym przekonuje choćby przykład Grēgorasa, zagorzałego przeciwnika palamitów, a zarazem bliskiego przyjaciela Kantakuzena. Generalnie jednak wśród Bizantyńczyków dominowała orientacja przychylna hezychastom. Z upływem czasu Anna Sabaudzka zorientowała się, że potępienie Palamasa poważnie uszczupliło grono jej zwolenników – zwołała więc 2 lutego 1347 r. do Konstantynopola kolejny synod, doprowadzając do złożenia z urzędu patriarchy Kalekasa i oficjalnej rehabilitacji hezychastów. Było już jednak za późno, by zapobiec wkroczeniu wojsk Kantakuzena do stolicy następnego dnia.

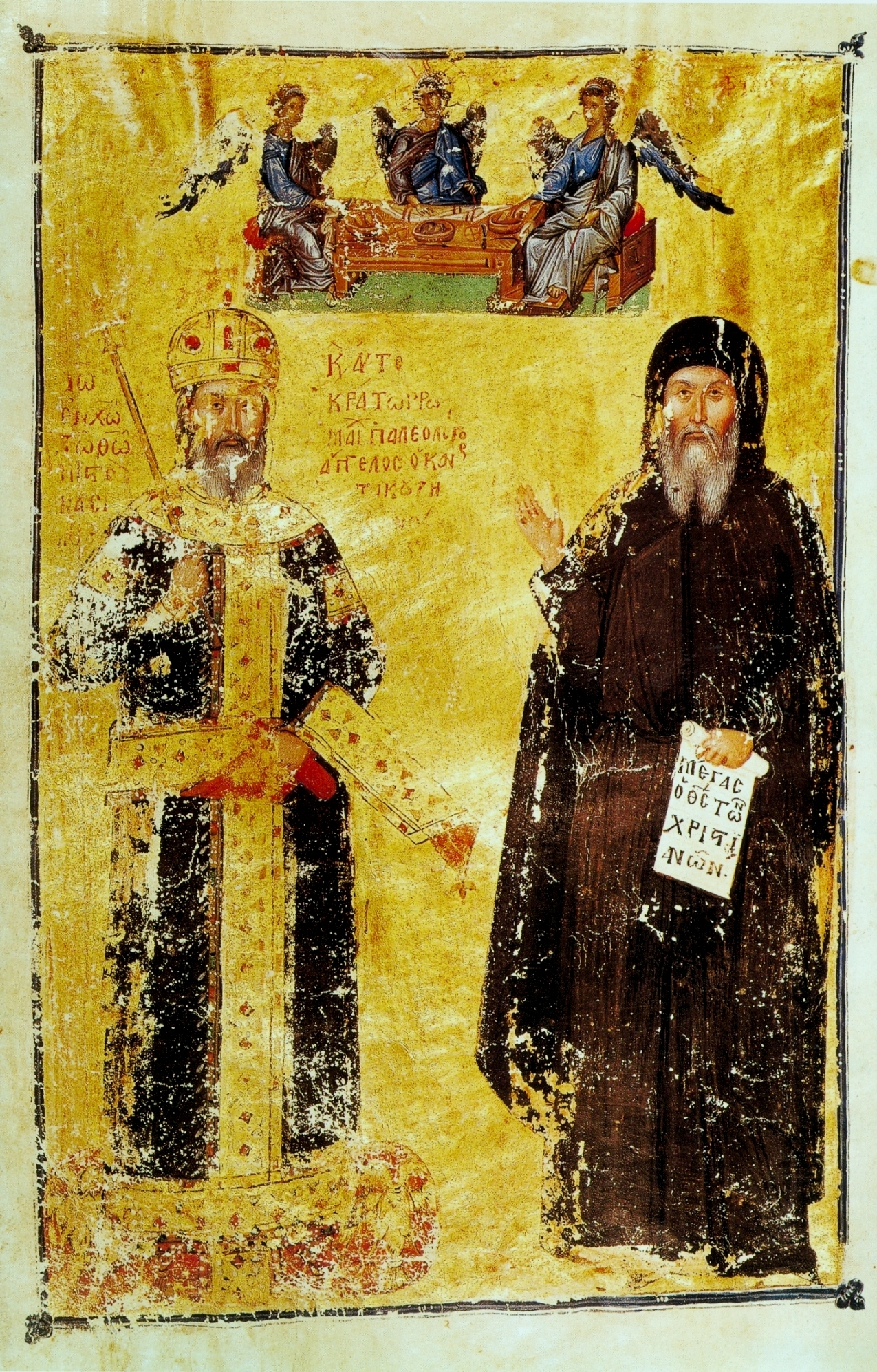
Jan VI Kantakuzen jako mnich i cesarz. Podwójny portret z karty manuskryptu w Bibliothèque Nationale de France, Ms. Grec 1242

Wykorzystując sympatie hezychastów do przechylenia na swą korzyść szali w wojnie domowej, Jan VI – późniejszy mnich – był jednocześnie głęboko zafascynowany doktryną Palamasa i napisał w jej obronie kilka apologii. Dopilnował, by zwycięstwo mistycznej strony sporu było ostateczne. W marcu 1347 r., wkrótce po opanowaniu Konstantynopola, wydał dekret ogłaszający prawowierność hezychazmu, a w roku 1351, po zorganizowaniu na synodzie w stolicy publicznej dysputy między palamitami i ich adwersarzami, podpisał uchwałę oznaczającą definitywne włączenie nauki mistyków z Athos do kanonów prawosławia. Owoc obrad synodu został następnie trzykrotnie odczytany i pozostaje w mocy do dziś. Grēgorios Palamas został w 1368 r. obwołany świętym. Jego najwytrwalsi przeciwnicy, Akyndyn i Gregoras, już tego wydarzenia nie dożyli. Szczególne znaczenie hezychazmu kryje się w jego treściach humanistycznych. Palamas i jego zwolennicy uznawali człowieka za zdolnego do poznania Boga na drodze mistycznej i za powołanego do deifikacji w Chrystusie. Podkreślali tym samym obecność pierwiastka Boskiego w stworzeniu i sprzeciwiali się tertuliańskiej tendencji do wywyższania Boga poprzez umniejszanie godności rodzaju ludzkiego. Zasadniczą ideą hezychazmu jest duchowa łączność człowieka z Bogiem jako forma jego deifikacji.